# Botilsäters landskommun
Botilsäters landskommun var en tidigare kommun i Värmlands län.

## Administrativ historik
Kommunen inrättades i Botilsäters socken i Näs härad i Värmland när 1862 års kommunalförordningar trädde i kraft den 1 januari 1863.
Vid kommunreformen 1952 uppgick den i Värmlandsnäs landskommun som 1971 uppgick i Säffle kommun.

## Politik

### Mandatfördelning i Botilsäters landskommun 1938-1946
| 4 | 2 | 8 | 1 |

| 15 |

| 3 | 10 | 2 |

| 14 |

| 3 | 9 | 3 |

| 14 |